# Tachycixius remanei
Tachycixius remanei är en insektsart som beskrevs av D'urso 1999. Tachycixius remanei ingår i släktet Tachycixius och familjen kilstritar.
Artens utbredningsområde är Italien. Inga underarter finns listade i Catalogue of Life.